# Leah Williamson
Leah Williamson   (Milton Keynes, 29 de març de 1997) és una futbolista professional anglesa que disputa la Superlliga Femenina amb l'Arsenal WFC (on ha passat tota la seva carrera esportiva) i és la capitana de la selecció femenina d'Anglaterra. És una jugadora versàtil, que pot ocupar les demarcacions de defensa central o migcampista.
Després de formar part del futbol base de l'Arsenal des dels nou anys, Williamson va debutar amb l'equip sènior en un partit de la Lliga de Campions del 2014; i ja va ser titular en la final de la Copa de la Lliga d'aquell mateix any, en què va tenir una gran actuació individual. Amb l'Arsenal, Williamson ha guanyat la Lliga i la Lliga de Campions una vegada i la FA Cup i la Copa de la Lliga dues vegades cadascuna. Ha estat capitana de l'Arsenal en diverses ocasions i va arribar als 200 partits amb aquesta samarreta el desembre del 2022.
Ha representat la selecció anglesa en totes les categories inferiors, fins a debutar amb l'absoluta l'any 2018, en un partit corresponent a la fase de classificació per a la Copa del Món de 2019. En els primers anys, va tenir un paper poc rellevant amb la selecció, però la situació de Williamson va capgirar-se el 2021 amb l'arribada de Sarina Wiegman a la banqueta de les Lionesses, que va donar-li la titularitat i va nomenar-la capitana permanent el 2022. Williamson va ser una peça important per a la seva selecció en el doblet aconseguit a l'Eurocopa, aixecant el primer trofeu continental per al seu país l'any 2022, i revalidant el títol en l'edició de 2025. També va representar el Regne Unit als Jocs Olímpics de Tòquio 2020.

## Palmarès
| Arsenal WFC - Lliga anglesa: 2018–19. - Copa anglesa: 2013–14, 2015–16; subcampiona: 2017–18, 2020–21. - Copa de la lliga: 2015, 2017–18, 2022–23, 2023–24. - Lliga de Campions de la UEFA: 2024–25. | 20142020 |
| Selecció anglesa - Eurocopa: 2022, 2025. - Finalíssima femenina: 2023. - Copa SheBelieves: 2019. - Copa Arnold Clark: 2022, 2023.                                                                    | 20142020 |